# Ratagnon (povo)
Os Ratagnon (também chamados Datagnon ou Latagnon) são um dos oito povos Mangyanos que vivem na ponta extrema do oeste de Mindoro  e em suas ilhas no mar de Sulu. Hoje restam menos de 5 pessoas da etnia e a língua ratagnon é considerada como extinta.